# فوروم ترابزون
'فوروم ترابزون' (و یا ترابزون فوروم)، یک مرکز خرید در شهر ترابزون، در استان ترابزون ترکیه است. فروم ترابزون در مساحت، ۳۴ هزار و ۵۰۰ متر مربع فروشگاه، ۴۰۰۰ متر مربع هایپر مارکت، ۵ هزار مترمربع بازار ساخت و ساز، ۲ هزار و ۲۰۰ متر مربع رستوران، ۳ هزار مترمربع سینما، ۸۰۰ هزار مترمربع فضای پارکینگ، ۵۰۰ مترمربع منطقه تفریحی و ۱۰۰ هزار متر مربع سایر نقاط سبز ساخته شده‌است. کار ساخت فوروم ترابزون در سال ۲۰۰۶ آغاز شد. این پروژه در زمان ساخت به عنوان بزرگترین مرکز خرید در ناحیه دریای سیاهیاد می‌شد، در تاریخ ۲۱ ژوئن ۲۰۰۸ توسط نخست‌وزیر وقت ترکیه، رجب طیب اردوغان افتتاح شد.